# Gabriele Falloppio

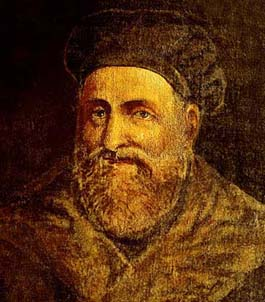
Gabriele Falloppio, Porträt eines unbekannten Künstlers aus dem 16. Jahrhundert

Gabriele (auch Gabrielle) Falloppio (auch Fallopio, Falloppia und Faloppio geschrieben; * 1523 (oder Ende 1522) in Modena; † 9. Oktober 1562 in Padua) war ein italienischer Anatom und Chirurg sowie Hochschullehrer vor allem in Padua. Auch bekannt ist er unter seinem latinisierten Namen Fallopius. Er gilt als Mitbegründer der modernen Anatomie und war einer der bedeutendsten Ärzte des 16. Jahrhunderts.

## Leben
Falloppio entstammte einer angesehenen Modeneser Familie. Nach dem frühen Tod seines Vaters wurde er von der wohlhabenden mütterlichen Verwandtschaft gefördert und genoss ein solide humanistische Ausbildung. Er lernte in Modena Latein und Griechisch und verkehrte mit führenden Humanisten der Stadt. Er bekleidete als junger Mann kirchliche Ämter, wandte sich jedoch frühzeitig der Medizin zu und begann Patienten zu behandeln. 1544 führte er in Modena eine erste öffentliche Sektion durch. Spätestens 1545 und möglicherweise schon früher begann er ein förmliches Studium der Medizin in Ferrara, wo er später, im Jahr 1552, als er bereits Professor in Padua war, auch den Doktortitel erhielt. In Ferrara lehrte er seit 1547 Materia medica, war aber nicht Professor der Anatomie, wie oft fälschlich behauptet wird. Er war, entgegen zahlreichen Behauptungen in der historischen Literatur auch nie ein persönlicher Schüler von Andreas Vesalius, sondern bezeichnete sich ausdrücklich nur insofern als dessen Schüler, als er seine Schriften ausführlich studiert hatte. Von 1548 bis 1551 lehrte er als Professor und Lehrstuhlinhaber Anatomie in Pisa und übernahm 1551 den Lehrstuhl für Anatomie, Chirurgie und Materia medica an der Universität Padua. Mit zahlreichen selbst durchgeführten Sektionen und Entdeckungen trug er maßgeblich zur Erweiterung des anatomischen Wissens bei. Er befasste sich mit der Entwicklung der Knochen, der Anatomie des Felsenbeins, beschrieb unter anderem detailliert den Bau des Gehörorgans, den Verlauf der Hirnnerven und entdeckte den Lidhebermuskel. Er erklärte die morphologische Unabhängigkeit der zwei Zahnungen, benannte erstmals den Zahnfollikel und beschrieb vier verschiedene Obturatoren. Er beschrieb als erster die Ileozäkalklappe, die im Bereich des Blinddarms den Rückfluss von Kot aus dem Dickdarm in den Dünndarm verhindert und die Milch- und Lymphgefäße im Bauchraum. Am bekanntesten ist seine erstmalige präzise Beschreibung des Eileiters, der bis heute als Tuba uterina (Fallopii) und im englischen Sprachraum als Fallopian tube bezeichnet wird. Er zeigte, dass der Eileiter nicht direkt mit dem Eierstock verbunden ist, sondern sich am Ende wie eine Trompetenmündung – daher der Name Tuba – weitet und in einen Hohlraum nahe dem Eierstock mündet.
Seine einzige wissenschaftliche Veröffentlichung waren die Observationes anatomicae von 1561, in der er seine zahlreichen Entdeckungen und seine Korrekturen an und Ergänzungen zu den anatomischen Schriften von Galen und Vesalius der Reihe nach vorstellte. Nach seinem Tod erschienen diverse weitere Werke, vor allem zu Chirurgie und Botanik, die auf den Vorlesungsmitschriften seiner Studenten gründeten und ab 1584 in seinen Opera omnia zusammengeführt wurden. In seinen Vorlesungen über die der heutigen Syphilis zumindest sehr ähnliche sogenannte Franzosenkrankheit, die erstmals 1563 unter dem Titel De morbo gallico („Über die französische Krankheit“) auch im Druck erschienen, empfahl er um 1555 ein mehrfach in Medikamenten getränktes und wieder getrocknetes Leinensäckchen, das man in der Tasche mit sich führen konnte und das man nach dem Verkehr mit einer ansteckungsverdächtigen Frau über die Eichel stülpen und dort für mehrere Stunden belassen sollte, um die möglicherweise übertragenen Krankheitsstoffe zu zerstören und eine Infektion zu verhindern. Manche Autoren halten Falloppio daher für den Erfinder des Kondoms.
Zu Falloppios Schülern auf dem Gebiet der Anatomie gehörten neben Hieronymus Fabricius auch Joachim Camerarius der Jüngere und Georg Marius.
Falloppio kaufte auch den deutschen Arzt und Naturforscher Melchior Wieland aus der Sklaverei in Algerien frei. Wieland wurde Präfekt des Botanischen Gartens und Professor in Padua. Beide liegen in der Basilika des Hl. Antonius in Padua begraben.
Falloppio nur untergeschoben wurde eine umfangreiche und in zahlreichen Auflagen erschienene Sammlung von Geheimmitteln, die Secreti diversi e miracolosi (1563).
Es sind mehrere, teilweise sehr unterschiedliche Porträts überliefert, die angeblich Falloppio darstellen. Ob eines von ihnen authentisch ist und gegebenenfalls welches, ist nicht bekannt.

## Schriften
- Observationes anatomicae. Venedig 1561.
- De morbo gallico. Venedig 1563 (studentische Vorlesungsmitschrift).
- Kunstbuch Des hocherfarnen und weytberhümpten Herrn Gabrielis Fallopij, der Artzney Doctorn von mancherley nutzlichen Künsten . Sampt einem andern büchlin / durch Christophorum Landrinum außgangen. Augsburg (1571 und) 1578 Digitalisierte Ausgabe der Universitäts- und Landesbibliothek Düsseldorf. (Falloppio fälschlich zugeschrieben).
- Opera omnia. Venedig 1584 (vor allem studentische Vorlesungsmitschriften)
- Gabrielis Fallopii Wunderlicher menschlichem Leben gewisser und sehr nutzlicher Secreten drey Bücher : vom Authore selbst in Italienischer Sprach publicirt, jetzund aber Teutscher Nation zu gutem in unser Muttersprach ubersetzet. Franckfurt am Mayn 1616 Digitalisierte Ausgabe der Universitäts- und Landesbibliothek Düsseldorf (Falloppio fälschlich zugeschrieben).